# 白头硬尾鸭
白頭硬尾鴨（学名：學名：Oxyura leucocephala），屬於鴨科，非常典型地群居型水鴨類。

## 保育狀況
牠們被列為《瀕危野生動植物種國際貿易公約》附錄二的物種，被限制出口及貿易。